# 亞倫·帕克
亞倫·威廉·帕克爵士，CBE（英語：Sir Alan William Parker，1944年2月14日—2020年7月31日）是一名英国電影導演、電影監製、作家和演員，活躍於英國與好萊塢兩邊的電影工業，也是英國導演公會（Director's Guild of Great Britain）的創辦成員。

## 生平簡歷
亞倫·帕克出生於北倫敦的藍領家庭，1960年代到1970年代以撰寫廣告文案起家，後來轉而為電視廣告撰寫腳本，其中最著名的當屬仙山露（Cinzano）苦艾酒在英國的系列廣告。

帕克與電影的緣份來自電影監製大衛·普特南（David Puttnam）的居中牽線，使他得以為1971年的電影《兩小無猜》（Melody）編寫劇本。普特南隨後監製了帕克一連串的電影作品，包括他的突破之作《午夜快車》（Midnight Express）。《午夜快車》是一部跟土耳其監獄有關的逃獄電影，受到影評家多方讚揚，並為帕克贏得多項奧斯卡金像獎提名，其中包括最佳導演和最佳影片。多年後他再次因（Mississippi Burning）一片入圍奧斯卡最佳導演獎。

帕克導演過為數不少的音樂電影，包括1976年的（Bugsy Malone），1980年的（Fame），1991年的《追夢者》（The Commitments）和1996年電影的（Evita）。

帕克在2002年新年期間被授以爵級勳章，2005年桑德蘭大學（University of Sunderland）授予藝術榮譽博士學位，當時與他交情匪淺的普特南正是該校校長。

## 作品年表
| 發行年代 | 電影名稱                           | 電影類型 | 重要演員                                                       | 備註                    |
| 1971     | 兩小無猜 Melody                    | 愛情片   | Mark Lester, Tracy Hyde, Jack Wild                             | 編劇                    |
| 1974     | 我們的小男人 Our Cissy             | 短片     |                                                                | 自編自導 華人地區無發行 |
| 1974     | 腳步聲 Footsteps                   | 短片     | Gemma Jones, Rose Hill, Robert Bridges                         | 自編自導 華人地區無發行 |
| 1975     | 逃離者 The Evacuees                | 電視節目 | Margery Withers, Ian East, Gary Carp                           | 導演 華人地區無發行     |
| 1976     | Bugsy Malone                       | 音樂喜劇 | Scott Baio, Florrie Dugger                                     | 自編自導                |
| 1978     | 午夜快車 Midnight Express          | 真人實事 | Brad Davis, Irene Miracle                                      | 導演                    |
| 1980     | Fame                               | 音樂劇情 | Irene Cara, Lee Curreri, Laura Dean                            | 導演                    |
| 1982     | 月落婦人心 Shoot the Moon          | 劇情片   | Albert Finney, 黛安·基顿, Karen Allen                          | 導演                    |
| 1982     | 迷牆 Pink Floyd The Wall           | 音樂劇情 | 鲍勃·格尔多夫, Christine Hargreaves, James Laurenson           | 導演                    |
| 1984     | 鳥人 Birdy                         | 音樂劇情 | Matthew Modine, 尼古拉斯·基治, John Harkins                    | 導演                    |
| 1987     | Angel Heart                        | 驚悚推理 | 米基·洛克, Lisa Bonet, Charlotte Rampling                      | 自編自導                |
| 1988     | Mississippi Burning                | 劇情推理 | 金·哈克曼, Willem Dafoe, Frances McDormand                     | 導演                    |
| 1990     | 來看天堂 Come See the Paradise     | 歷史劇情 | Dennis Quaid, Tamlyn Tomita, Sab Shimono                       | 自編自導                |
| 1991     | 追夢者 The Commitments             | 音樂喜劇 | Robert Arkins, Michael Aherne, Angeline Ball                   | 導演                    |
| 1994     | The Road to Wellville              | 喜劇片   | 安東尼·霍普金斯, Bridget Fonda, Matthew Broderick, 約翰·庫薩克 | 自編自導                |
| 1996     | Evita                              | 音樂劇情 | 瑪丹娜, 安東尼奧·班德拉斯, Jonathan Pryce                      | 自編自導                |
| 1999     | 天使的孩子 Angela's Ashes          | 喜劇片   | Emily Watson, 羅勃·卡萊爾, Joe Breen                           | 自編自導                |
| 2003     | The Life of David Gale             | 劇情推理 | , 羅娜·蓮妮, 奇雲·史柏西                                       | 導演                    |
| 2008     | The Ice At The Bottom Of The World | 劇情片   |                                                                | 導演 尚在拍攝中         |

## 外部連結
- 亞倫·帕克在互联网电影资料库（IMDb）上的資料（英文）
- 亞倫·帕克在豆瓣上的资料（简体中文）